# HimeのちHoney
『HimeのちHoney』（ひめのちハニー）は、2008年8月29日にASa Projectより発売された18禁恋愛アドベンチャーゲームである。

## ストーリー
貧乏学生の主人公・巻信太郎は、都会の生活に憧れて田舎から上京してきた。ある日、不良にからまれていた老人を信太郎は助ける。老人はお礼をしたいと言い、自身が理事長を務める聖堂学園に編入するチャンスを信太郎に与える。このチャンスをものにしようと喜んで承諾した信太郎は、名門学園でかつては声をかけることすらできなかったお嬢様たちと交流することになる。

## 登場人物

### メインキャラクター
巻 信太郎（まき しんたろう）
本作の主人公。都会に憧れて田舎から上京してきたはいいが、現実は厳しく、ボロアパートで貧乏生活を送る。しかし、不良にからまれていた老人を助けてからは生活が一変する。
鳳 きよら（おおとり きよら）
声 - 青山ゆかり
信太郎のクラスに編入してきた女の子。容姿端麗かつ成績優秀だが、性格が悪い。学園を牛耳るために、学園の生徒を統括する組織・徒管理部と役員になる。信太郎の貧乏っぷりを馬鹿にしており、「貧乏人なんかと恋はしない」と断言している。
聖堂 鶴未（せいどう つるみ）
声 - 一色ヒカル
聖堂学園理事長の孫娘。学園の生徒会長を務めている。人手不足なため、信太郎を生徒管理部に無理やり勧誘する。冷酷な性格であり、情けない男には容赦をしない。恵理栖という妹がいる。
聖堂 恵理栖（せいどう えりす）
声 - 遠野そよぎ
鶴未の妹。学園には入学したばかりである。1年生にして既にファンクラブができるほどの人気ぶり。計算高く、普段のふるまいはどう行動したら人に好かれるかを考えたうえでのものであり、表に出すことは少ない。
天宮 心愛（あまみや こいと）
声 - 雪都さお梨
聖堂学園の近くにある宝華学園に通う少女。宝華学園では人気が高く、アイドルのように扱われている。彼女のファンである親衛隊と、科学者の父親が作ったメイドロボットに、常に守られている。純真無垢な性格であり、信太郎のよき理解者でもある。
結城 芹（ゆうき せり）
声 - クボタハルカ
名門校・聖ローレンス女学院に通う少女。後輩からは「お姉さま」と呼ばれて慕われている。女子校にしか通ったことがないために、男性が苦手。しかし人一倍恋愛に興味を抱いており、それが趣味の恋愛小説執筆につながっている。

### サブキャラクター
藤間 理緒（とうま りお）
声 - 貴坂理緒
聖堂学園に通う少女。学園では不良として扱われており、信太郎に対して何度も手出しをしてくる。
斉藤 雅（さいとう みやび）
声 - 中里圭太
管理部の副部長。プライドが高い。
深山 早紀（みやま さき）
声 - 琥遥ひより
生徒管理部の会計士を務める少女。信太郎の努力を認める理解者である。規律を重んじるためにギスギスしがちな管理部を、持ち前の明るい性格で盛り上げている。
朝霧 舞子（あさぎり まいこ）
声 - 春河あかり
聖ローレンス女学院の生徒会長で、芹の親友。信太郎のことをかなり嫌っている。
セシリアーナ
声 - 本多しの舞
心愛の世話をするメイドロボット。母親を亡くした心愛のために、彼女の父親が開発した。
マイケル
声 - 永倉仁八
信太郎の同級生である、お調子者の黒人少年。

## 主題歌
主題歌「HimeのちHoney」
作詞・作曲：rian / 編曲：山下航生 / 歌：真優
挿入曲「August fly」
作詞・作曲：rian / 編曲：山下航生 / 歌：民安ともえ
エンディング曲「君のとなりで」
作詞・作曲：rian / 編曲：山下航生 / 歌：rian

## 制作
本作の開発に当たっては、HOOK（現：HOOKSOFT）の代表・亜佐美晶からの指南を受けており、これが ASa Project代表・天都の企画作りの基礎となった。

## 反響
HOOKの姉妹ブランド・SMEE代表の宅本うとによると、本作は亜佐美が思っていたほど売れず、がっかりしていたという。